# Sitno (Sośno)
Sitno (deutsch Sittnow, früher Sitno, 1942–1945 Schüttenau) ist ein Dorf in der Landgemeinde Sośno (Sossnow) im Powiat Sępoleński (Zempelburger Kreis) der polnischen Woiwodschaft Kujawien-Pommern.

## Geographische Lage
Sittnow liegt im Netzedistrikt in Westpreußen, etwa 40 Kilometer ostsüdöstlich von Flatow (Złotów) und zehn Kilometer südöstlich von Vandsburg (Więcbork). 

## Geschichte

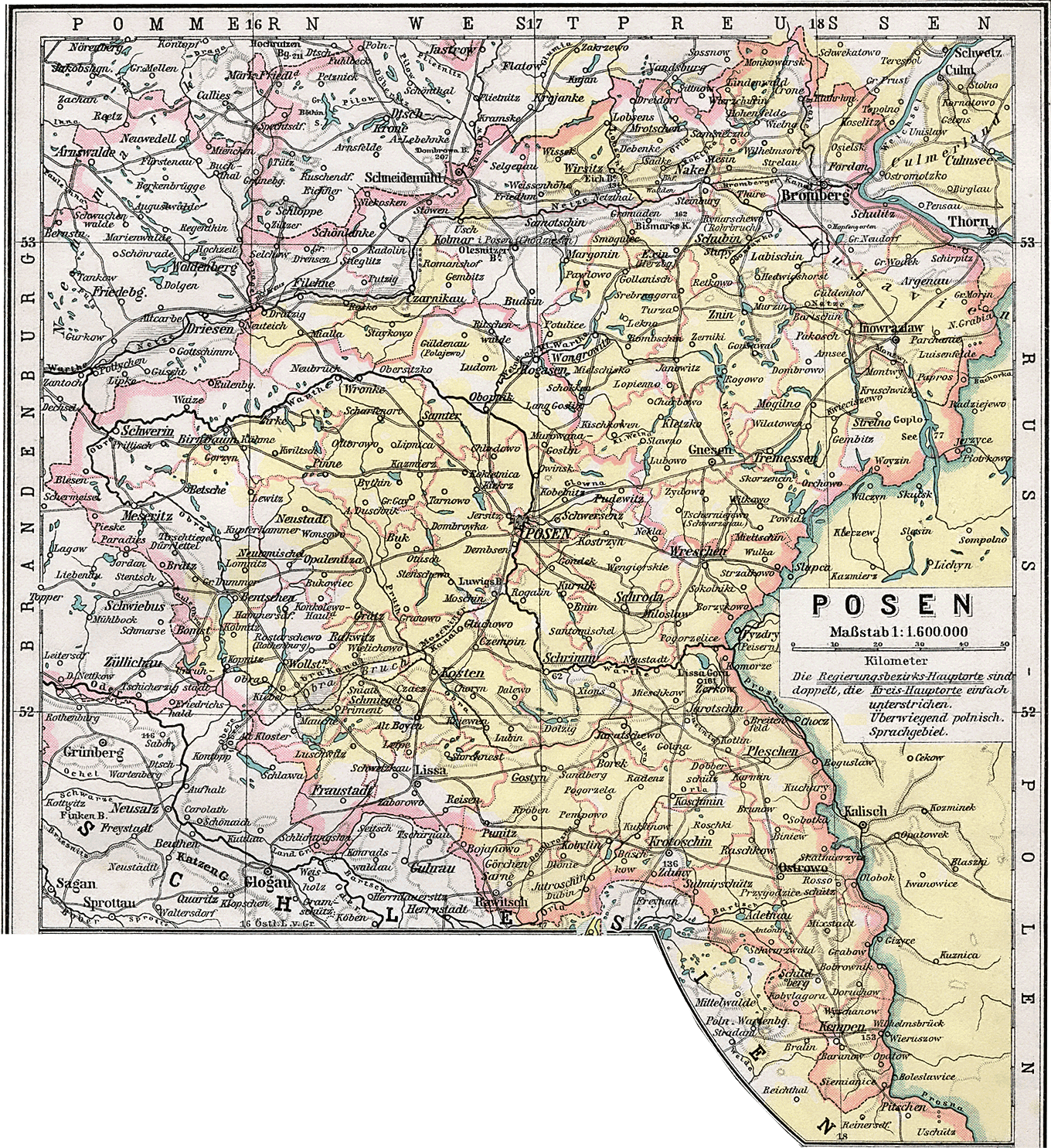
Sittnow nordwestlich der Stadt Bromberg und ostsüdöstlich der Stadt Flatow – siehe oberen Bildrand – auf einer Landkarte der Provinz Posen von 1905 (gelb markierte Flächen kennzeichnen Gebiete mit seinerzeit mehrheitlich polnischsprachiger Bevölkerung)

Ältere Ortsbezeichnungen sind Szythno (1505) und Szithna (1546). Der Name soll von dem polnischen sit, sito, kommen, was „Binse“ und auch „Sieb“ bedeutet. Bis 1739 bestand hier eine evangelische Kirche, als Filiale von Pempersin. Die Ortschaft Sittnow wurde bereits im Mittelalter (1380) in einer Urkunde erwähnt. Als erste Besitzer der Siedlung sind 1381 Janko und Andreas von Sittnow überliefert. Aus dem Jahr 1435 ist eine Notiz von Steffan in Szythno an den Masovier Martinus überliefert. 
Ein Zweig der Zebrzidowski hatte hier seine Residenz. Eine Wianczborski war 1480 mit Nikolaus Zebrzydowski verehelicht. Seit dem 15. Jahrhundert befand sich Szithna, wie es seinerzeit genannt wurde, dann im Besitz der Familie Zebrzydowski. Im Jahre 1519 wird Wojciech Zebrzydowski, Sohn des Nikolaus Zebrzydowski (nach anderen Quellen Nikolaus von Sittnow-Sypniewski, seit 1480 auf Sittnow), als alleiniger Eigentümer von Sittnow angeführt.
Im Jahr 1643 verpfändet Kasper Zebrzydowski, für 16.000 Złoty, seine Anteile an Stefan Rogaliński. Im Jahre 1680, nach dem zweiten Schwedenkrieg bis 1660, zeichnet die Witwe Katarzyna Tolibowska aus Tuczno (Tütz) zusammen mit ihrem Sohn, Andrzej Smoszewski, Starost von Bobrownik, einen Vertrag über die Verpachtung ihrer Anteile über drei Jahre. Pächter waren Andrzej Kazimierz Manteuffel-Kiełpiński und seine Gattin Dorota Elżbieta Hebron. Diese Rechte trat Andreas Kasimir Manteuffel-Kiełpiński später an Ekkard Golczowi, Major der königl. poln. Fußgarde, ab.
Zu Beginn des 18. Jahrhunderts kaufen Familienangehörige der Garczyński u. a. Anteile des Dorfes ‚Sitno′. Im Jahre 1717 gehörte der Besitz den Grafen Potulicki. Sie erwarben ihn zusammen mit Pęperzyn inkl. der Mühle, von Andrzej-Teodor von Götzendorf-Grabowski, der den Besitz im Jahre 1711 von der Witwe des Johann Dzialynski (geb. von Lossow) erworben hatte. 
Mit der preußischen Wiedervereinigung 1772 kam der Ort an das Königreich Preußen. 1783 befand sich das auch Schittno oder Schittnowo genannte adlige Dorf im Besitz eines Grafen Potulicki. Im 19. Jahrhundert unterstand die örtliche Gerichtsbarkeit dem Land- und Stadtgericht Vandsburg.
Nach Ende des Ersten Weltkriegs kam Sittnow 1920 aufgrund der Bestimmungen des Versailler Vertrags zum polnischen Hoheitsgebiet. Zu Beginn des Zweiten Weltkriegs wurde Sittnow 1939 von deutschen Truppen besetzt. Gegen Ende des Zweiten Weltkriegs wurde die Region im Frühjahr 1945 von der Roten Armee eingenommen. Das Dorf Sittnow wurde anschließend seitens der sowjetischen Besatzungsmacht der Volksrepublik Polen zur Verwaltung überlassen. Die einheimische deutsche Bevölkerung wurde in der darauf folgenden Zeit von der polnischen Administration aus Sittnow vertrieben.

### Demographie
| Jahr | Einwohner | Anmerkungen                                                                                                |
| ---- | --------- | --- |
| 1783 | –         | adliges Dorf, im Besitz eines Grafen Potulicki, 26 Feuerstellen (Haushaltungen), in Westpreußen            |
| 1818 | 232       | königliches Dorf                                                                                           |
| 1852 | 527       | Dorf |
| 1864 | 605       | Dorf, darunter 575 Evangelische und 28 Katholiken                                                          |
| 1875 | 617       | Dorf mit 80 Wohnhäusern                                                                                    |
| 1910 | 681       | am 1. Dezember, davon 674 Evangelische und sieben Katholiken; vier Einwohner mit polnischer Muttersprache. |

## Kirche
Sittnow war als Kirchfiliale von Pempersin bereits im 17. Jahrhundert eine evangelische Gemeinde, deren Fachwerk-Kirche jedoch niederbrannte, so dass 1739 ein neues Kirchengebäude errichtet wurde. Das neue Gotteshaus wurde auf den Fundamenten der alten Kirche 1781 fertiggestellt. Kurz darauf wurde diese demoliert und der evangelische Prediger des Ortes verwiesen.
Die evangelische Kirchengemeinde Sittnow wurde im Jahre 1888 aus zuvor zu Vandsburg (bis auf die Orte Illowo und Jasdrowo, die zu Grunau – Runowo Krajeńskie – eingepfarrt wurden) eingepfarrten Ortschaften gebildet.

## Verweise